# Санта-Марія-де-Олівейра
Санта-Марія-де-Олівейра (порт. Santa Maria de Oliveira; МФА: [ˈsɐ̃.tɐ mɐ.ˈɾi.ɐ dɨ o.ɫi.ˈvɐj.ɾɐ]) — парафія в Португалії, у муніципалітеті Віла-Нова-де-Фамалікан. Розташована в північно-західній частині країни, на теренах історичної португальської провінції Дору-Міню. Входить до складу округу Брага. За адміністративним поділом, чинним до 1976 року, терени парафії були складовою провінції Міню. Належить до Бразької архідіоцезії Католицької церкви. Патрон — Діва Марія. Площа — 4,5208 км². Населення — 3420 ос. (2011). Середньо урбанізований регіон. Густота населення — 756,5 осіб/км²
. Код — 031239.

## Назва
- Олівейра (Санта-Марія) (порт. Oliveira (Santa Maria)) — офіційна назва.

## Населення
| Кількість мешканців | Кількість мешканців | Кількість мешканців | Кількість мешканців | Кількість мешканців | Кількість мешканців | Кількість мешканців | Кількість мешканців | Кількість мешканців | Кількість мешканців | Кількість мешканців | Кількість мешканців | Кількість мешканців | Кількість мешканців | Кількість мешканців |
| ------------------- | ------------------- | ------------------- | ------------------- | ------------------- | ------------------- | ------------------- | ------------------- | ------------------- | ------------------- | ------------------- | ------------------- | ------------------- | ------------------- | ------------------- |
| 1864                | 1878                | 1890                | 1900                | 1911                | 1920                | 1930                | 1940                | 1950                | 1960                | 1970                | 1981                | 1991                | 2001                | 2011                |
| 648                 | 649                 | 767                 | 905                 | 1 007               | 914                 | 1 056               | 1 580               | 2 142               | 2 614               | 2 866               | 3 231               | 2 846               | 3 091               | 3 420               |